# Za trnkovým keřem

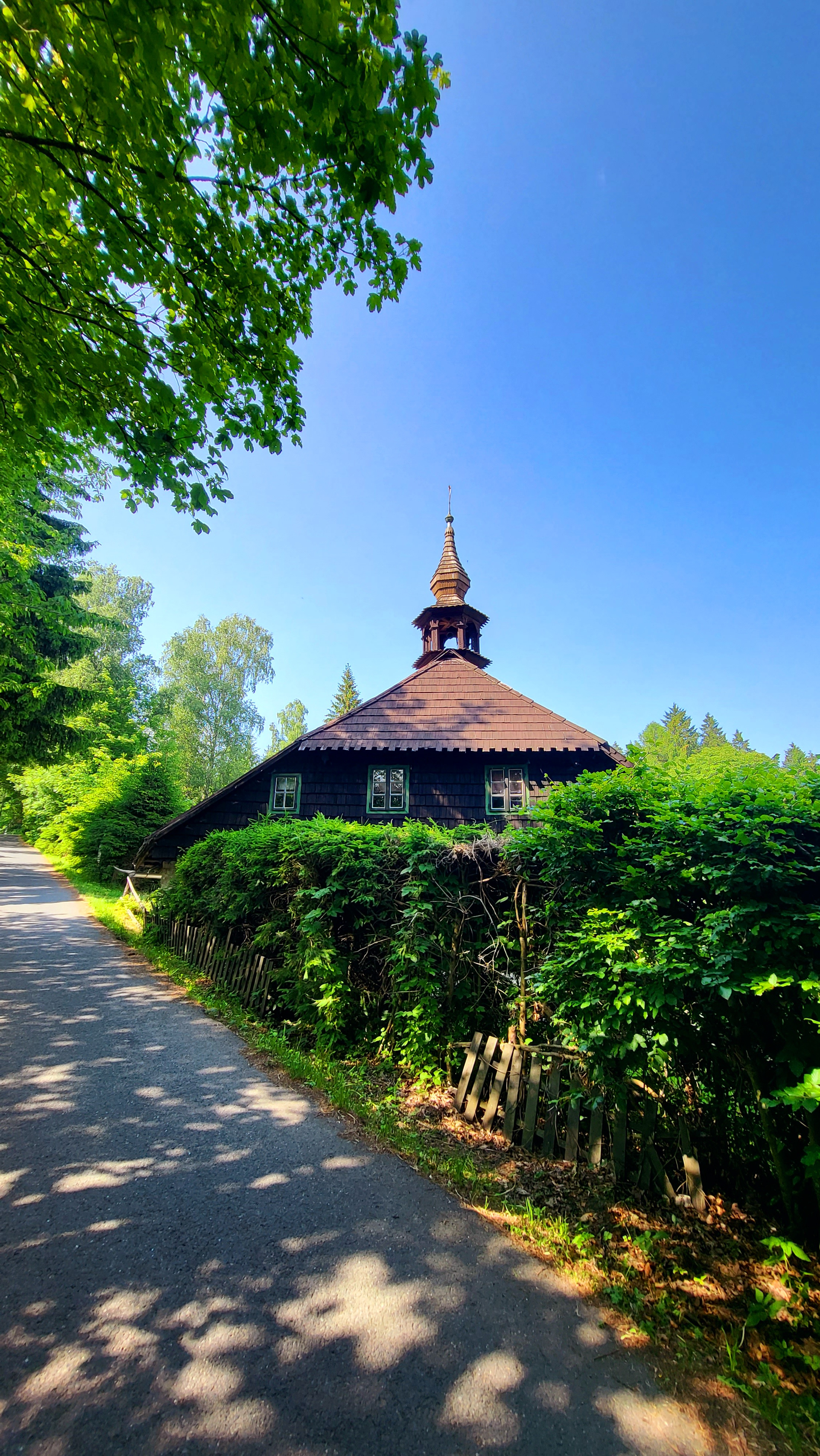
Klostermannova chalupa u Srní – filmová hájenka

Za trnkovým keřem je dětský film natočený režisérem Václavem Gajerem v roce 1980. Je posledním z trilogie, natočené v prostředí šumavských lesů.

## Děj
I tento film hovoří o vztahu samotářského hajného Straky (Gustáv Valach) a jeho vnuka Vaška (Tomáš Holý). Bezprostřední a zvídavý chlapec s kladným vztahem k přírodě i zvířatům opět zažije mnoho zážitků. Svojí přítomností úplně změní život v hájovně a je neodmyslitelnou součástí prázdnin pro všechny v okolí. Někdy však v dobré víře způsobí více starostí než radostí. Na konci dílu se vše vysvětlí a dojde i k usmíření mezi hajným Strakou a jeho synem.

## Obsazení
| Gustáv Valach    | hajný Václav Straka                           |
| Tomáš Holý       | Vašek, Strakův vnuk                           |
| Jana Brejchová   | Jarmila, Strakova snacha a Vaškova matka      |
| Josef Kemr       | lovec zmijí Perníkář zvaný Zmiják             |
| Václav Sloup     | řidič náklaďáku Josef zvaný Čahoun            |
| Ladislav Frej    | Ing. Václav Straka, Strakův syn a Vaškův otec |
| Jiří Pleskot     | ředitel stavebního podniku                    |
| František Hanus  | vedoucí polesí                                |
| Eva Jiroušková   | polesná                                       |
| Adolf Filip      | vedoucí pily Přibyl zvaný Pilous              |
| Jan Pohan        | hajný Antoš                                   |
| Blanka Křížová   | Antošova žena                                 |
| Vítězslav Jandák | dřevař Šimek                                  |
| Zdeněk Jarolímek | dřevař Kalafa                                 |
| Václav Kaňkovský | Šístek                                        |
| Věra Krpálková   | Pubalka                                       |

## Zajímavosti
- Od své premiéry v říjnu 1981 až do 31.12.1987 vidělo film v českých kinech v rámci 3 482 představení celkem 294 069 diváků.[1]